# リヒテンシュタインサッカー連盟
リヒテンシュタインサッカー連盟（リヒテンシュタインサッカーれんめい、ドイツ語: Liechtensteiner Fussballverband, 英語: Liechtenstein Football Association、LFV）は、リヒテンシュタインにおけるサッカーを統括する競技運営団体。国際サッカー連盟（FIFA）と欧州サッカー連盟（UEFA）に加盟している。
リヒテンシュタインはUEFA加盟国の中で唯一、国内リーグが存在せず、同国のクラブはスイスの国内リーグに参加している。このため、リヒテンシュタインのクラブはスイス・スーパーリーグ（スイス1部）に昇格し、かつそこで上位に入賞できないとUEFAチャンピオンズリーグやUEFAヨーロッパリーグに出場することができない。なお、リヒテンシュタイン・カップの優勝チームについては、UEFAヨーロッパカンファレンスリーグの出場権が与えられている。